# Joseph J. O’Brien
Joseph John O’Brien (* 9. Oktober 1897 in Rochester, New York; † 23. Januar 1953 ebenda) war ein US-amerikanischer Politiker. Zwischen 1939 und 1945 vertrat er den Bundesstaat New York im US-Repräsentantenhaus.

## Werdegang
Joseph O’Brien besuchte die öffentlichen Schulen seiner Heimat und die SS. Peter and Paul’s Catholic School sowie die Cathedral High School, ebenfalls in Rochester. Danach absolvierte er das St. Jerome’s College in Ontario (Kanada) sowie die McGill University in Montreal. In den Jahren 1917 bis 1919 diente er während des Ersten Weltkrieges in der US Navy. Zwischen 1919 und 1938 war er leitender Bauinspektor der New York Central Railroad. Von 1919 bis 1925 war er auch professioneller Footballspieler und Schwergewichtsringer. Von 1932 bis 1935 amtierte er als Kämmerer in East Rochester. Danach war er bis 1938 als Assessor bei dieser Stadt angestellt. Politisch schloss er sich der Republikanischen Partei an.
Bei den Kongresswahlen des Jahres 1938 wurde O’Brien im 38. Wahlbezirk von New York in das US-Repräsentantenhaus in Washington, D.C. gewählt, wo er am 3. Januar 1939 die Nachfolge des Demokraten George B. Kelly antrat. Nach zwei Wiederwahlen konnte er bis zum 3. Januar 1945 drei Legislaturperioden im Kongress absolvieren. Bis 1941 wurden dort die letzten New-Deal-Gesetze der Roosevelt-Regierung verabschiedet. Seit 1941 war auch die Arbeit des Kongresses von den Ereignissen des Zweiten Weltkrieges geprägt.
Im Jahr 1944 wurde Joseph O’Brien nicht wiedergewählt. Seit dem 1. Juni 1945 bis zu seinem Tod war er Bezirksadministrator des New York State Compensation Boards. Außerdem war er Vizepräsident der Firma General Sheet Signal Co. Er starb am 23. Januar 1953 in Rochester, wo er auch beigesetzt wurde.